# Maniola occidentalis
Maniola occidentalis är en fjärilsart som beskrevs av Pionneau 1924. Maniola occidentalis ingår i släktet Maniola och familjen praktfjärilar. Inga underarter finns listade i Catalogue of Life.